# Marie Laure Tardieu
Marie Laure Tardieu-Blot, född 17 november 1902 i Mourmelon-le-Grand, död 23 mars 1998 i Paris, var en fransk botaniker.
Auktorsnamnet Tardieu kan användas för Marie Laure Tardieu i samband med ett vetenskapligt namn inom botaniken; se Wikipediaartiklar som länkar till auktorsnamnet.